# Fremskridt - et nyt årtusinde
Fremskridt - et nyt årtusinde er en dokumentarfilm fra 1999 instrueret af Peter Engberg efter eget manuskript.

## Handling
Går det godt, hvis vi fortsætter med samme hastighed i samme retning, eller bør vi ændre kurs?, spørger vor tids mest berømte eventyrer, leder af Kontiki-ekspeditionen, Oscar-modtager, antropolog og forfatter Thor Heyerdahl i filmen. Instruktøren stiller spørgsmålet "Hvad er det virkelige fremskridt for dig?" til en række af verdens mest respekterede politikere, eksperter og forfattere, blandt andre: Dalai Lama, Mikhail Gorbatjov, Deepak Chopra, Peter Ustinov, Hanne Marstrand Strong, Peter Høeg og Thor Heyerdahl. Filmen er en opdagelsesrejse jorden rundt til USA, Japan, Hong Kong, Central Amerika, Afrika, Skandinavien, Peru, Thailand og Bhutan - på jagt efter det virkelige fremskridt. Hvilke værdier og visioner vil vi bruge vores liv på i tiden, der kommer?